# Neptis nicoteles
Neptis nicoteles är en fjärilsart som beskrevs av William Chapman Hewitson 1874. Neptis nicoteles ingår i släktet Neptis och familjen praktfjärilar. IUCN kategoriserar arten globalt som livskraftig. Inga underarter finns listade i Catalogue of Life.